# Katerina Jacob
Katerina Jacob, talvolta accreditata anche come Katharina Jacob (Monaco di Baviera, 1º marzo 1958), è un'attrice e doppiatrice tedesca con cittadinanza canadese.
Appartenente a una famiglia di attori e registi (i suoi genitori erano l'attrice Ellen Schwiers e il regista Peter Jacob, suo nonno era l'attore Lutz Schwiers, suo zio è l'attore Holger Schwiers ed è sorella dell'attore Daniel Jacob) e attiva principalmente in campo televisivo, tra cinema e - soprattutto - televisione, ha partecipato ad una cinquantina di differenti produzioni, a partire dall'inizio degli anni settanta. Tra i suoi ruoli principali, figurano, tra l'altro, quello di Lydia Gwilt nella miniserie televisiva Der rote Schal (1973), quello di Grete Minde nel film omonimo (1977), quello di Sonja Kofler-Muth nella serie televisiva Alle meine Töchter (1995-2001), quello di Waltraud Michel nella serie televisiva  Samt und Seide  (2001-2004) e quello del Commissario Sabrina Lorenz nella serie televisiva  Der Bulle von Tölz  (1996-2006).
Come doppiatrice, ha prestato la propria voce ad attrici quali Lara Flynn Boyle, Elizabeth Hurley, Laura Morante, Emma Thomson, ecc.

## Biografia

### Vita privata
Il 3 settembre 2011, sposa a Salisburgo Jochen Neumann, suo compagno da 14 anni.

## Filmografia parziale

### Cinema
- Grete Minde (1977)
- Primel macht ihr Haus verrückt (1980)
- Zwischen Pankow und Zehlendorf (1991)

### Televisione
- Der rote Schal - miniserie TV (1973)
- Onkel Silas - miniserie TV (1977)
- Das Männerquartett - film TV (1978)
- L'ispettore Derrick - serie TV ep. 05x05#La figlia di Stein, regia di Wolfgang Becker (1978)
- Il commissario Köster - serie TV, 1 episodio (1978)
- Lady Audleys Geheimnis - miniserie TV (1978)
- Le roi qui vient du sud - miniserie TV (1979)
- Es begann bei Tiffany - film TV (1979)
- L'ispettore Derrick - serie TV ep. 06x13#Asso di quadri, regia di Dietrich Haugk (1979)
- Gastspieldirektion Gold - serie TV (1982)
- Der Mann, der keine Autos mochte - serie TV, 1 episodio (1984)
- La clinica della Foresta Nera - serie TV, 1 episodio (1985)
- Eurocops - serie TV, 1 episodio (1988)
- Karfunkel - serie TV (1991)
- Glückliche Reise - serie TV, 1 episodio (1992)
- Immer wieder Sonntag - serie TV, 10 episodi (1993-1996)
- Immer im Einsatz - Die Notärztin - serie TV, 2 episodi (1994)
- Aus heiterem Himmel - serie TV, 1 episodio (1995)
- Alle meine Töchter  - serie TV, 42 episodi (1995-2001)
- Wolkenstein - serie TV, 1 episodio (1996)
- Der Bulle von Tölz - serie TV, 52 episodi (1996-2006)
- Katrin ist die Beste - serie TV, 5 episodi (1997)
- Schloßhotel Orth - serie TV, 1 episodio (1999)
- Typisch Ed! - film TV (1999)
- SOKO 5113 - serie TV, 1 episodio (2000)
- Café Meineid - serie TV, 1 episodio (2001)
- Samt und Seide  - serie TV, 32 episodi (2001-2004)
- Dream Hotel - serie TV, 1 episodio (2010)
- La clinica tra i monti - serie TV, 2 episodi (2010-2011)
- Nel flusso della vita - film TV (2011)

## Premi e riconoscimenti
- 1978: Premio Bambi come miglior attrice giovane per Der rote Schal e Grete Minde